# Вохма (река)
Вохма (на руски: Вохма) е река във Вологодска и Костромска област на Русия, десен приток на Ветлуга (ляв приток на Волга). Дължина 219 km. Площ на водосборния басейн 5560 km².
Река Вохма води началото си от силно заблатени местности по южните склонове на възвишението Северни Ували, на 228 m н.в., в крайната югоизточна, безлюдна част на Вологодска област. След няколко километра навлиза в североизточната част на Костромска област, завива на изток, а след това, при устието на река Карюг на юг и запазва това направление до устието си. Тече в широка долина с полегати брегове, в която силно меандрира. Влива се отдясно в река Ветлуга (ляв приток на Волга), при нейния 682 km, на 123 m н.в., на 2 km източно от село Малое Ремене, в източната част на Костромска област. Основни притоци: леви – Карюг (78 km), Болшой Парюг (55 km), Мали Парюг (55 km), Нюрюг (74 km), Ирдом (75 km); десни – Шубот (68 km), Воч (119 km). Вохма има смесено подхранване с преобладаване на снежното с ясно изразено пролетно пълноводие. По течението ѝ са разположени около 20 предимно малки населени места в Костромска област.